# Ngô Sĩ Liên
Ngô Sĩ Liên (* um 1400; † unklar) war ein Gelehrter und Historiker am Hofe der Lê-Dynastie zur Zeit des Kaisers Lê Thánh Tông. Er war der Autor einer offiziellen Gesamtgeschichte des Landes, welche prägend für die Geschichtsschreibung am vietnamesischen Kaiserhof wurde.

## Leben
Ngo Si Lien absolvierte seine Prüfung über historische Schriften während der Herrschaftszeit des Kaisers Lê Thánh Tông. Während seiner Tätigkeit als Hofhistoriker schrieb er gestützt auf seine Vorgänger eine Gesamtgeschichte des vietnamesischen Landes welche 1479 veröffentlicht wurden. Dabei griff er insbesondere auf die Vorarbeit von Lê Văn Hưu aus der Tran-Dynastie zurück. Seine Vollständigen historischen Aufzeichnungen des Dai Viet (Dai Viet Su Ky Toan Tu). Sein Werk wurde unter den folgenden Dynastien periodisch ergänzt und fand breiten Eingang in die offizielle Geschichtsschreibung der vietnamesischen Kaiser.
Ngo Si Lien verortete den Ursprung der vietnamesischen Gesellschaft in die Zeit mündlich überlieferter konfuzianischer Sagen. Er verortete den Beginn der vietnamesischen Geschichte in den mythischen Hùng-Königen die im dritten Jahrtausend vor Christus geherrscht haben sollen. Moderne Historiker betrachten dies als Versuch das vietnamesische Reich in Konkurrenz zu den chinesischen Kaiser als das Ältere darzustellen.